# (2523) Ryba
(2523) Ryba est un astéroïde de la ceinture principale.

## Description
(2523) Ryba est un astéroïde de la ceinture principale. Il fut découvert le 6 août 1980 à l'Observatoire Kleť par Zdeňka Vávrová. Il présente une orbite caractérisée par un demi-grand axe de 3,02 UA, une excentricité de 0,04 et une inclinaison de 8,9° par rapport à l'écliptique.
Cet astéroïde est nommé en l'honneur du compositeur tchèque Jakub Jan Ryba (1765-1815).

## Compléments